# Saxophone C-melody
Pour les articles homonymes, voir Saxophone.

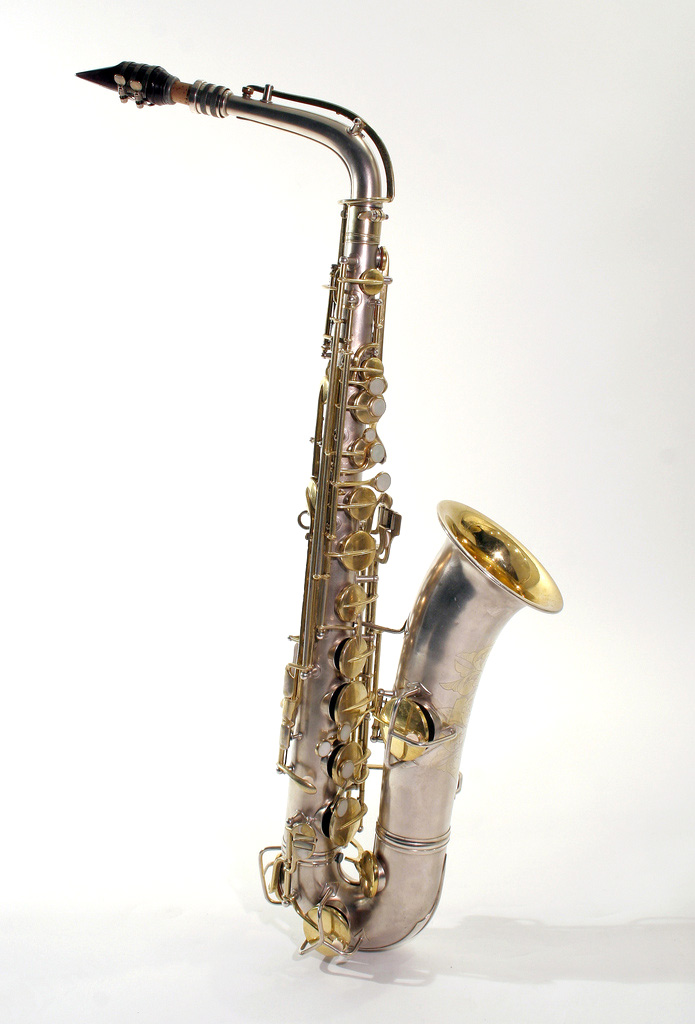
Un saxophone C-melody à bocal droit, de la marque Conn.

Le saxophone ténor en ut ou C-melody est un instrument de musique à vent, de la catégorie des bois, non transpositeur (puisqu'en ut) et dont la tessiture le situe entre les saxophones ténor et alto. Il existe aussi de très rares modèles une octave au-dessus, entre le soprano et le sopranino.

## Histoire
Cet instrument, joué par Rudy Wiedoeft (en) et par Jascha Gurewich, qui a écrit son Concerto en mi mineur pour l'instrument, a connu ses heures de gloire dans les années 1910 à 1930. Il était principalement fabriqué aux États-Unis par Conn, Buescher, Holton, Martin et King (parfois sous des noms de « stencils »), mais n'a pas survécu à la crise de 1929. Henri Selmer Paris a aussi produit en France un saxophone C Melody sur la base du « modèle 22 ». Seul le facteur américain Jim Schmidt en propose un modèle moderne (doté de plus d'un clétage particulier). Une firme néo-zélandaise fait fabriquer en Chine des ténors en ut modernes (copies de Conn) depuis 2007.

## Description
Le saxophone C-melody, en ut, joue une octave en dessous des notes écrites (comme le chanteur ténor). Il permet de jouer, sur les modèles anciens, depuis le si♭ grave (sous la portée) jusqu'au fa aigu (au-dessus de la portée). La logique de sa popularité était simplement de permettre aux saxophonistes amateurs (très nombreux aux États-Unis entre 1920-1929) de jouer directement sur les partitions écrites en ut (pour piano, voix, violon, etc.). Les saxophonistes des groupes de musique irlandaise utilisaient notamment ce modèle de saxophone : les mélodies traditionnelles étant très souvent écrites en sol majeur ou en ré majeur, le saxophone C-melody facilitait les doigtés et le jeu dans ces tonalités.
À cause de ce succès plutôt commercial que musical, il n'est paradoxalement pas très difficile de trouver un modèle de l'époque, sans qu'il soit forcément pour autant en bon état d'usage. En revanche (parce que c'était plutôt un instrument recherché par les débutants à l'époque et moins recherché par des joueurs confirmés et exigeants), il est relativement difficile de trouver un exemplaire « haut de gamme », déjà rare à l'époque dans cette catégorie, et encore en bon état d'usage aujourd'hui.
Il existe deux types de formes. La plupart sont construits avec un col de cygne, s'apparentant donc à un petit saxophone ténor en si♭. Plus précisément cette forme ressemble physiquement au ténor (en version mini) mais sa tessiture à cause du diamètre du tube, comme un alto « prolongé » en longueur et « recourbé » pour avoir la forme d'un mini ténor, le rapproche davantage de l'alto. Aussi, quand on n'a pas de bec adapté, il convient généralement d'utiliser un bec de saxophone alto avec ce type de C-melody. L'instrument ne sera pas aussi juste qu'à l'origine avec un bec adapté. L'autre forme encore plus rare, principalement des modèles Conn, ont un bocal à angle droit, ce qui les apparente ainsi à un gros saxophone alto. Plus précisément cette forme ressemble physiquement à l'alto (en version maxi) mais sa tessiture à cause du diamètre du tube, comme un ténor « diminué » en longueur et « déplié » en forme de gros alto, le rapproche davantage du ténor. Aussi, quand on n'a pas de bec adapté, il convient généralement d'utiliser un bec de saxophone ténor avec ce type de C-melody. L'instrument ne sera pas aussi juste qu'à l'origine avec un bec adapté. Le modèle à l'octave supérieure a quant à lui la forme d'un petit soprano (ou d'un grand sopranino), il se joue avec un bec et des anches de soprano.
Le plus gros problème auquel sont confrontés les saxophonistes actuels qui veulent utiliser un saxophone ancien C-melody, c'est la difficulté à trouver un bec et des anches adaptés. Les becs anciens en ébonite sont souvent hors d'usage, car cette matière n'est pas prévue pour durer plus de 10 ans.[réf. nécessaire] Et les fabricants sont aujourd'hui extrêmement peu nombreux à proposer une offre de becs neufs en C-melody. Cela explique certainement pourquoi on préfère souvent adapter un bec d'alto ou de ténor ; en considérant que cela altère le rendu de l'instrument, cela explique peut-être le manque d'intérêt qu'on porte encore aujourd'hui à ces saxophones alors qu'ils pourraient éventuellement convenir à une réutilisation plus moderne.
Sa sonorité aussi est intermédiaire entre ces deux instruments. Joué avec des becs d'époque, il est d'une justesse correcte, et propose une sonorité d'une rondeur particulière.